# Ergonomia informàtica
L'ergonomia informàtica (també coneguda com a ergonomia de la interfície o enginyeria de la usabilitat per la seva traducció literal de l'anglès) és una branca de l' ergonomia, que té com a objectiu millorar les interaccions home-ordinador, la facilitat d'ús i l'aprenentatge dels productes interactius. Aquesta pràctica cerca dissenyar o modificar interfícies amb l'objectiu que estiguin en consonància amb les característiques fisiològiques, perceptives i cognitives dels seus usuaris potencials. Es basa en diferents mètodes de disseny i avaluació per obtenir el programari o lloc web més adequat pels usuaris de recursos informàtics.

## Passos
En tot procés que basat en els principis establerts per l'ergonomia informàtica, el disseny i l'avaluació del producte s'orienten per tenir en compte les necessitats i expectatives de l'usuari final. Es pretén integrar el component humà, el "punt de vista de l'usuari", en el procés de disseny d'un producte informàtic, prenent com a referència el que el disseny centrat en l'usuari explora de forma més extensa. Els dos criteris associats amb més freqüència són la utilitat i la usabilitat:
- La utilitat fa referència a la idea que una aplicació ha de satisfer una necessitat i ser rellevant per als objectius de l'usuari potencial.
- La usabilitat (definida segons ISO 9241)[3] correspon al "grau en què un producte pot ser utilitzat, per usuaris identificats, per assolir objectius definits amb eficàcia, eficiència i satisfacció, en un context d'ús específic. »

Aquest criteri d' usabilitat es divideix en molts aspectes descrits a la majoria de les directrius de programari i sistemes operatius. Els professionals especialitzats en ergonomia informàtica acostumen a emprar llistes de criteris (o llistes de verificació) per avaluar la usabilitat de les interfícies de programari i llocs web. D'entre els quals, hi destaquen:
- Els criteris de Scapin i Bastien,;[4]
- Directrius d'usability.gov;[5]
- Directrius web de UserFocus;[6]
- Llistes de verificació del disseny del lloc web i l'avaluació de l'ergonomia de Nogier ;
- la llista de verificació del programari basada en l'estàndard ISO 9241 de Ribeiro.[7]

L'ergonomia informàtica treballa sempre funciona sobre dos vessants:
- l'universal: coneixements sobre les característiques de l'usuari (capacitats perceptives, motrius, cognitives, etc.)
- l'específic: coneixement de l'individu o grup d'individus que representa l'objectiu de l'aplicació, coneixement del context en què es desenvolupa l'activitat, aspectes específics de les característiques de la tasca, etc.)

## Avantatges
Com qualsevol mètode destinat a millorar la qualitat d'un producte, és difícil mesurar amb exactitud el guany que aporta el disseny ergonòmic. Segons Nielsen, una empresa nord-americana d'informació i dades, el cost s'estima en uns 6 % del pressupost global del projecte. Aquesta inversió és relativament baixa en comparació amb la importància dels problemes de qualitat del producte i la implicació que aquests tenen en la satisfacció del client.
Per exemple, l'any 1994, la segona versió de la base de dades Vax Rally va corregir 20 dels 75 problemes d'usabilitat identificats a la primera versió. La nova versió del producte va registrar un guany de 80 % de beneficis respecte a l'anterior.

## Mètodes i eines
Els ergonomistes o enginyers d'usabilitat empren un conjunt de mètodes i eines durant la seva intervenció ergonòmica sobre un mitjà informàtic. Permeten avaluar les interfícies existents i/o dissenyades que satisfan les necessitats dels usuaris. Entre aquests mètodes, en destaquen dos tipus principals:
- mètodes que impliquen els usuaris, amb indicadors de rendiment i percepció subjectiva:
  - la prova d'usuari utilitzada per verificar criteris d'utilitat, usabilitat, satisfacció, etc. tenint la interfície provada per usuaris individuals,
  - el grup focal per recollir l'opinió d'usuaris reals o potencials sobre un programari o un lloc web,
  - ordenació per targetes, que facilita l'estructuració de la informació.
  - els personas: arquetips d'usuari que acompanyen el disseny centrat en l'usuari,
  - l' anàlisi de la tasca i la situació de treball, que permeten identificar els principis rectors per al disseny del programari i la seva interfície;
- els mètodes basats únicament en l'experiència de l'ergonomista:
  - l' auditoria ergonòmica (o inspecció experta) que consisteix a comprovar si el programari compleix un conjunt de criteris d'usabilitat,
  - El prototipatge que s'empra per consolidar el disseny de la interfície home-màquina.
  - altres mètodes : Avaluació heurística (p. ex.: les 10 heurístiques de Nielsen), Ruta cognitiva (vegeu també Models cognitius de recuperació d'informació i Ruta cognitiva (en anglès).

Un o altre d'aquests mètodes s'executen segons les característiques de l'aplicació i la seva integració dins del projecte de disseny del producte.